# Porte fortifiée de Pézilla-la-Rivière
La porte fortifiée de Pézilla-la-Rivière est une porte de ville datant du XIIIe siècle et constituant un élément des fortifications de la commune de Pézilla-la-Rivière dans les Pyrénées-Orientales.

## Localisation
La porte fortifiée de Pézilla-la-Rivière est située à l'est du vieux village, face à la Place de la Nation.

## Historique
L'existence des fortifications est avérée au XIIIe siècle et permet de situer la construction initiale de cette porte fortifiée à la même époque. Elle est inscrite au titre des monuments historiques le 23 novembre 1964.

## Architecture
La porte est surmontée d'une tour, sur laquelle se trouve encore une terrasse et un clocheton en fer forgé.